# Усмихващата се мадам Бьоде
„Усмихващата се мадам Бьоде“ (на френски: La Souriante Madame Beudet) е френски късометражен филм от 1923 година, драма на режисьорката Жермен Дюлак по неин сценарий в съавторство с Дьони Амиел.
В центъра на сюжета е нещастната съпруга на заможен търговец, който не споделя културните ѝ интереси. Тя зарежда пистолета му, с който той често заплашва на шега да се самоубие, и едва не е застреляна от него по грешка, след което решава, че тя е планирала да се самоубие. Главните роли се изпълняват от Жермен Дермоз и Александър Аркийер.
Заради своя сюжет „Усмихващата се мадам Бьоде“ често е определян като първият феминистки филм в историята на киното.